# 東日本ガス
東日本ガス株式会社（ひがしにほんガス）は、かつて存在した千葉県我孫子市に登記上の本店を置く、日本の都市ガスを主力とするエネルギー販売会社である。
なお実際の本社機能は茨城県取手市にあった。
千葉県我孫子市、印旛郡栄町、茨城県取手市において都市ガス事業を展開していた。
日本瓦斯の系列であった。

## 沿革
- 1963年 - 我孫子ガス設立。我孫子市において都市ガス事業を開始する。
- 1967年 - 我孫子ガス、日本瓦斯の系列となる。
- 1968年 - 取手ガス設立。取手市において都市ガスの供給を開始する。
- 1978年 - 我孫子ガス、日本瓦斯の子会社となる。
- 1994年 - 我孫子ガス、天然ガスへの燃料転換が完了する。
- 1995年 - 取手ガス、天然ガスへの燃料転換が完了する。
- 1995年 - 我孫子ガスが旧取手ガスを合併し東日本ガスに商号変更。
- 2004年 - 東京証券取引所市場第2部上場。
- 2014年 - 株式交換により日本瓦斯の完全子会社となる。上場廃止。
- 2024年1月1日 - 日本瓦斯のグループ再編により東彩ガスに吸収合併される。[2]。